# Теорія обчислювальних систем
Теорія обчислювальних систем — це технічна наука, що систематизує математичні прийоми створення, збереження, відтворення, обробки і передачі даних засобами обчислювальної техніки, а також принципи, функціонування цих засобів і методи керування ними.
Одним із основних питань теорії обчислювальних систем є питання досягнення високого рівня ефективності. Під показниками ефективності розуміють кількісні характеристики надійносні та живучості.

## Історія
Перші ефективні результати застосування теорії обчислювальних систем пов'язані з використанням ЕОМ для розрахунків з аеродинаміки, механіки, фізики. Із розвитком електронно-обчислювальної техніки теорії обчислювальних систем почала застосовуватися в галузі економіки й управління виробництвом із метою пошуку оптимальних рішень[джерело?].
Одним з перших, хто узявся за побудову математичної теорії обчислювальних систем, був Віктор Михайлович Глушков. Розвиток теорії за Глушковим спрямований за двома напрямами — винахід математичних конструкцій, що адекватно відображають властивості компонентів електронних обчислювальних машин i системи у цілому, які можна було б використовувати як моделі відповідних компонентів, а також на створення математичної техніки їхніх трансформацій з метою відображення процесів рішення задач проєктування цих компонентів з тим ступенем деталізації, що доступна відповідній технології виготовлення електронних обчислювальних машин.

## Предмет вивчення і завдання
Предметом вивчення дисципліни є обчислювальні системи. До основних завдань відносять:
- завдання оптимального синтезу систем, яке спрямоване на вибір способу побудови системи, що найкращим чином пристосована для виконання заданих функцій;
- завдання аналізу, яке ставить на меті якісну і кількісну оцінку властивостей різних класів прикладних задач, структур і стратегій управління обчислювальними процесами.[4]

## Методи
В теорії обчислювальних систем передусім застосовують аналітичні, числові та експериментальні методи, а також метод оптимізації.
Серед числових методів, зокрема при побудові імітаційних моделей, найбільш широко використовується метод статистичних випробувань (наприклад, метод Монте-Карло).

## Математичні основи
- Двійкова алгебра
- Математична логіка
- Дискретна математика
- Теорія графів
- Символічна логіка
- Теорія ймовірності
- Математична статистика

## Суміжні області
- Програмування стосується написання комп'ютерних програм
- Інформаційна безпека це аналіз та реалізація безпеки інформаційних систем, сюди входить також криптографія

## Додаткова література
- В. М. Глушков О некоторых задачах вычислительной техники и связанных с ними задачах математики // Украинский математический журнал, 1957, т. 9, № 4, с. 369—376 (рос.)
- Лазарович І. М. Конспект лекцій з дисципліни «Компютерні системи» для студентів напряму підготовки «Компютерна інженерія» [Архівовано 24 січня 2022 у Wayback Machine.]/ І. М. Лазорович. — Івано-Франківськ: Видавництво Прикарпатського національного університету імені Василая Стефаника, 2014. — 190 с.
- Салыга В. И. Основы теории вычислительных систем: [учеб. пособие для вузов по спец. «АСУ» / под ред. В. И. Салыги ; В. И. Салыга, М. Ф. Бондаренко, А. Е. Кадацкий и др.]. — Харьков: Вища школа. Изд-во при Харьк. ун-те, 1984. — 200 с. : ил. ; 22 см — Библиогр.: с. 194—197. (рос.)
- Поспелов Д. А. Введение в теорию вычислительных систем. — М.: Советское радио, 1972. — 280 с. (рос.)